# Samuel Ramey
Samuel Edward Ramey (ur. 28 marca 1942 w Colby w stanie Kansas) – amerykański śpiewak, bas.

## Życiorys
Studia wokalne odbył u Arthura Newmana na Wichita State University oraz w Nowym Jorku u Armena Boyajiana. Zadebiutował jako śpiewak w 1973 roku w New York City Opera rolą Zunigi w Carmen Georges’a Bizeta. W 1976 roku wystąpił na festiwalu operowym w Glyndebourne w tytułowej roli w Weselu Figara W.A. Mozarta. W kolejnych latach gościł m.in. w Lyric Opera of Chicago i San Francisco Opera (1979), mediolańskiej La Scali i Operze Wiedeńskiej (1981), Covent Garden Theatre w Londynie (1982) oraz Opéra de Paris (1983). W latach 1981–1989 występował na festiwalu Gioacchino Rossiniego w Pesaro. W 1984 roku debiutował w Metropolitan Opera w Nowym Jorku jako Argante w operze Georga Friedricha Händla Rinaldo. W tym samym roku wykonał partie Figara na ścieżce dźwiękowej do filmu Miloša Formana Amadeusz. Od 1987 roku występował na festiwalu w Salzburgu w popisowej roli tytułowej w Don Giovannim Mozarta.
Występował na licznych scenach amerykańskich i europejskich, prezentując bogaty repertuar, obejmujący zarówno partie bel canto, jak i role charakterystyczne. Zasłynął szczególnie rolami postaci diabolicznych, m.in. jako Mefistofeles w operach Gounoda, Boita i Berlioza, Nick Shadow w The Rake’s Progress Strawinskiego i Bertram w Robercie Diable Meyerbeera. Kreował też role komiczne w takich operach jak Wesele Figara, Cyrulik sewilski i Włoszka w Algierze. Dokonał licznych nagrań płytowych z repertuarem operowym i oratoryjnym dla wytwórni Philips, Decca, CBS, EMI, Deutsche Grammophon, Erato, EMI, Sony i RCA.